# Dinosaur Jr.
Dinosaur Jr. ist eine US-amerikanische Rockband, die 1984 von J Mascis (bürgerlicher Name: Joseph Donald Mascis Jr.) und Lou Barlow unter dem Namen Dinosaur in Amherst (Massachusetts) gegründet wurde und 1987 den heutigen Namen annahm. Der Sound der stilbildenden Band ist stark von Punk, Heavy Metal und Noise-Rock, aber auch von eingängigen Melodien geprägt.

## Bandgeschichte
Im Jahr 1985 veröffentlichte die Band ihr Debütalbum mit dem Titel Dinosaur bei Homestead Records. Durch den Erfolg des Albums wurde die gleichnamige Hippieband Dinosaurs (mit Grateful-Dead-Texter Robert Hunter) auf sie aufmerksam und zwang sie zu einer Namensänderung. In Anspielung auf das Alter der Hippies fügte Mascis das Kürzel „Jr.“ hinzu.
Für die nächsten beiden Platten wechselte die Band zum kalifornischen Label SST. Von der Fachpresse hochgelobt wurde 1987 das zweite Album der Band You're Living All Over Me. Bei den Aufnahmen zu Bug im Jahre 1988 kam es zu Streitigkeiten zwischen Barlow und Mascis, woraufhin Barlow die Band verlassen musste und sich vollkommen auf sein bisheriges Nebenprojekt Sebadoh konzentrierte.
Ab 1991 erschienen die Dinosaur-Jr.-Alben bei Blanco y Negro und Sire, zwei Sublabels der Warner Music Group. Sie entstanden unter der Regie des unangefochtenen Bandchefs Mascis, der 1993 auch Drummer Murph feuerte. Danach spielte er mit ständig wechselnden Musikern wie Mike Watt, Mike Johnson oder Kurt Fedora zusammen. 1994 steuerte Dinosaur Jr. einen Titel zum Kiss-Tributealbum Kiss My Ass bei. 1998 löste Mascis die Band auf und war fortan als J Mascis + The Fog auf Solopfaden unterwegs. Allerdings war er schon zu Zeiten von Dinosaur Jr. das einzige ständige Mitglied der Band gewesen. Nebenbei produzierte J Mascis auch andere Bands wie Buffalo Tom und Sonic Youth.
Dinosaur Jr. waren kommerziell nie wirklich erfolgreich, besaßen in Independent-Kreisen aber Kultstatus. Hits der Band waren u. a. eine Coverversion von Just Like Heaven von The Cure, Freak Scene vom Album Bug und Feel the Pain vom Album Without a Sound. Zu letzterem existiert auch ein Musikvideo von Spike Jonze, in dem die Band mitten in New York Golf spielt.
Im Frühjahr 2005 bestätigte die Band eine Wiedervereinigung in der Originalbesetzung. J Mascis, Lou Barlow und Murph spielten im Sommer 2005 bei einigen Festivals in England, Deutschland, Spanien und Japan. 2007 erschien das Comeback-Album Beyond, das erste seit 1988, das in der Originalbesetzung aufgenommen wurde. Im Frühsommer 2009 folgte dann Farm, 2012 I Bet on Sky, 2016 Give a Glimpse of What Yer Not und 2021 Sweep It into Space.

## Diskografie

### Alben
| Jahr | Titel                          | Höchstplatzierung, Gesamtwochen, AuszeichnungChartplatzierungen (Jahr, Titel, Platzierungen, Wochen, Auszeichnungen, Anmerkungen) | Höchstplatzierung, Gesamtwochen, AuszeichnungChartplatzierungen (Jahr, Titel, Platzierungen, Wochen, Auszeichnungen, Anmerkungen) | Höchstplatzierung, Gesamtwochen, AuszeichnungChartplatzierungen (Jahr, Titel, Platzierungen, Wochen, Auszeichnungen, Anmerkungen) | Höchstplatzierung, Gesamtwochen, AuszeichnungChartplatzierungen (Jahr, Titel, Platzierungen, Wochen, Auszeichnungen, Anmerkungen) | Höchstplatzierung, Gesamtwochen, AuszeichnungChartplatzierungen (Jahr, Titel, Platzierungen, Wochen, Auszeichnungen, Anmerkungen) | Anmerkungen |
| Jahr | Titel                          | DE | AT | CH | UK | US | Anmerkungen |
| ---- | ------------------------------ | --- | --- | --- | --- | --- | ----------- |
| 1991 | Green Mind                     | — | — | — | UK36 (2 Wo.)UK | US168 (6 Wo.)US |             |
| 1993 | Where You Been                 | DE69 (7 Wo.)DE | — | — | UK10 (3 Wo.)UK | US50 (15 Wo.)US |             |
| 1994 | Without a Sound                | — | — | — | UK24 (2 Wo.)UK | US44 (8 Wo.)US |             |
| 1997 | Hand It Over                   | — | — | — | UK82 (1 Wo.)UK | US188 (1 Wo.)US |             |
| 2007 | Beyond                         | DE49 (2 Wo.)DE | — | — | UK52 (1 Wo.)UK | US69 (3 Wo.)US |             |
| 2009 | Farm                           | DE77 (1 Wo.)DE | — | — | UK80 (1 Wo.)UK | US29 (4 Wo.)US |             |
| 2012 | I Bet on Sky                   | DE39 (1 Wo.)DE | AT49 (1 Wo.)AT | CH82 (1 Wo.)CH | UK73 (1 Wo.)UK | US51 (2 Wo.)US |             |
| 2016 | Give a Glimpse of What Yer Not | DE18 (2 Wo.)DE | AT35 (1 Wo.)AT | CH31 (1 Wo.)CH | UK23 (1 Wo.)UK | US72 (1 Wo.)US |             |
| 2021 | Sweep It into Space            | DE9 (2 Wo.)DE | AT35 (1 Wo.)AT | CH34 (1 Wo.)CH | UK29 (1 Wo.)UK | US115 (1 Wo.)US |             |

Weitere Alben
- Dinosaur (1985, Homestead Records / Merge Records)
- You’re Living All Over Me (1987, SST / Merge Records)
- Bug (1988, SST / Merge Records)
- Fossils (Kompilation, 1991, SST)
- Whatever’s Cool with Me (Kompilation, 1991, Sire)
- BBC: In Session (1999, Strange Fruit)
- Ear-Bleeding Country: The Best of Dinosaur Jr. (Best-of-Album, 2001, Rhino)
- Bug: Live at the 9:30 Club, Washington, DC, June 2011 (Livealbum, 2012, Outer Battery Records)
- Chocomel Daze (Livealbum, 2012, Merge Records)

### Singles
| Jahr | Titel Album           | Höchstplatzierung, Gesamtwochen, AuszeichnungChartsChartplatzierungen (Jahr, Titel, Album, Platzierungen, Wochen, Auszeichnungen, Anmerkungen) | Anmerkungen |
| Jahr | Titel Album           | UK | Anmerkungen |
| ---- | --------------------- | --- | ----------- |
| 1989 | Just Like Heaven      | UK78 (3 Wo.)UK |             |
| 1991 | The Wagon             | UK49 (2 Wo.)UK |             |
| 1992 | Get Me                | UK44 (1 Wo.)UK |             |
| 1993 | Start Choppin         | UK20 (3 Wo.)UK |             |
| 1993 | Out There             | UK44 (2 Wo.)UK |             |
| 1994 | Feel the Pain         | UK25 (3 Wo.)UK |             |
| 1995 | I Don’t Think So      | UK67 (2 Wo.)UK |             |
| 1997 | Take a Run at the Sun | UK53 (2 Wo.)UK |             |

## Film
- Freakscene – The Story of Dinosaur Jr. Dokumentarfilm, Deutschland 2020, 82 Min., Regie: Philipp Reichenheim[3][4]